# Хвойненски говор
Хвойненският говор е представител на родопските рупски говори. На картата на българското езиково землище, хвойненският говор се намира южно от Пловдивско (централен балкански говор), източно от чепинския говор и северно от землището на смоялнския говор — предимно в селата Хвойна, Павелско, Бачково, Наречен, Дедово, Малево, Орехово.

## Характеристики
По своите морфологични характеристики широколъшкия говор прилича на съседния му смолянски говор, с някои различия:
- Ерова гласна вместо стб. ѫ, ъ, ѧ, ь под ударение и слабо редуцирано ạ без ударение, като се пази мекостта пред ѧ и ь: къ̀шта – кạштòвник, ръ̀кạ, мъ̀ш, п’ъ̀т (пет), кл’ъ̀твạ, т’ъ̀нък.
- ê (широко е) като застъпник на ѣ (врềме, гол’ềм), с редки изключения като ’а (л’àтọ, в’àрạ).
- След мека съгласна a, когато е ударена се изговаря като ê, a ако е неударена – е: йê (аз), прийềтел, т’ê (тя), Стойềн, ш’ềрено, печ’ềше, дỳше (душа), кòже, мàк’e (майка), мèчк’е.
- Тройна членна форма: -ът, -та, -тọ, -тê за обща определеност, -ъс, -ca, -cọ, -cê за близки предмети и -ън, -на, -нọ, -нê за далечни предмети.
- Падежни остатъци: гломеративен падеж (на сѝна, на чел’ềка, вѝде брàта), от дателен падеж (Пèтру, Стойềну) и разширени форми с местоимение (Пèтруму, чẹл’ềкуму, сàạ йе Стойềнуму къ̀шта).